# Scutacarus extrovertus
Scutacarus extrovertus är en spindeldjursart som beskrevs av Sandór Mahunka 1970. Scutacarus extrovertus ingår i släktet Scutacarus och familjen Scutacaridae. Inga underarter finns listade i Catalogue of Life.